# Токийски национален музей
Токийският национален музей (на японски: 東京国立博物館 Tōkyō Kokuritsu Hakubutsukan), основан през 1872 г., е най-старият и най-големият музей в Япония.
Музеят събира и съхранява произведения на изкуството от Япония и археологични находки от Япония и други източноазиатски страни. Притежава над 110 000 експоната, от които 87 представляват национални съкровища на Япония и други 633 са важни национални културни блага към март 2014 г. Изпълняват се изследователски проекти, организират се образователни мероприятия във връзка с колекциите.
Музеят се намира в парка Уено в Токио. Състои се от пет основни галерии: Японската главна галерия (本館, Honkan), Азиатската галерия (東洋館, Tōyōkan), Hyōkeikan (表慶館), Heiseikan (平成館), и галерията на Хорю-джи. На територията на музея се намират ресторанти и магазини, както и градина.

## Галерии

### Японска галерия
В него се дава един общ преглед на японското изкуство в 24 изложбени зали, разположени на два етажа. Състои се от изложби в различни области като керамика, скулптура и изкуството за коване на мечове, както и тематични изложби.
- Кана от епохата Яйои, 1-ви до 3 век –3. Jahrhundert, ausgegraben in Kugahara, Ota-Ku, Tokio
- бодхисатва, Асука период, 7 век
- Nanbandō, екипировка под формата на европейска кираса, 16 век
- Nakahama Manjirō доклад за неговите пътувания, карта от 1850 г.

### Азиатска галерия
Състои се от десет изложбени зали на пет нива и е посветена на изкуството и археологията на Азия, основно на Корея, Китай, Индия и югоизточна Азия, както и отделни експонати от Египет. В музея се намиранай-голямата в света колекция на корейско изкуство и специално керамични изделия „селадон“.
- Едно от първите изображения на Буда 1-ви до 2 век от Гандхара.
- Стоящият Буда, Гандхара 1-ви до 2 век.
- Майтрея, върху трон Гандхара
- Сцена на вакханалия. Бране на грозде. Гръко-будистко изкуство от Гандхара, 1-ви –2 век.
- Trinkszene, Griechische Trinkgefäße, griechische Kleidung. Greco-Buddhistische Kunst aus Gandhara. 3. Jh.
- Griechische Rolle, unterstützt durch indische Yaksa, Amaravati, 3. Jh.

### Hyōkeikan
Това е церемониалната галерия (Congratulatory Gallery) на японски: 表慶館 или Hyōkeikan. Сградата е построена първоначално като спомен за женитбата на принца и по-късно станалият император Мацухито и е открита през 1909 г. Представлява архитектурен паметник за сграда, построена в западен стил през късния период Мейджи. В тази сграда няма постоянна изложба и се провеждат специални събития и церемонии.

### Heiseikan
Галерията Heiseikan служи основно за специални изложби, но в нея е показана и изложбата на японски археологически находки. Тази изложба на третия етаж показва японската история от древността до времето преди модерните епохи чрез обекти от архиологията. В залите на втория етаж се демонтрират специални изложби. Сградата е открита през 1999 г. в чест на сватбата на кронпринца Хиро с Масако Окава (от 2019 г. император на Япония Нарухито и Масако).
- Най-ранни полирани каменни инструменти на света. 30,000 години преди Хр.
- Ранна керамика от епохата Джомон, (Радиовъглеродно датиране към 12500 ±350 BP)
- Статуетка от късния Джамон (1000 до 400 пр.Хр.).
- Конски колесници от периода Коуфун. Детайл от бронзово огледало (5-и–6 век). Eta-Funayama Tumulus, Kumamoto.
- Железен шлем и броня с позлатена бронзова декорация, период Кофун, 5 век.
- Статуетка на кон (Ханива), комплект със седло и стремена, 6 век, Япония.
- Буда, период Асука, 7 век.
- Храмови керемиди, Нара, 7 век.
- Украшение с лоза и грозде от Нара, 7 век.

### Галерия на съкровищата наХорю-джи
Галерията на съкровищата на Хорю-джи (на японски: The Hōryū-ji Hōmotsukan (法隆寺宝物館), е двуетажна сграда, съхраняваща музейната колекция на реликвите от манастира Хорю-джи в профектура Нара. 319 броя реликви са предадени на имперското интенданство за съхранение през 1878 г., а по-късно са предадени на Токийския национален музей.